# Tierpark Herborn
Koordinaten: 50° 42′ 6,7″ N, 8° 16′ 0,7″ O
Der Tierpark Herborn (ehemals Vogel- und NaturschutzTierpark Herborn) im Ortsteil Uckersdorf ist ein Tierpark mit ungefähr 400 Tieren aus 90 Arten von allen Erdteilen. Der Tierpark beteiligt sich an verschiedenen Erhaltungszuchtprogrammen und Naturschutzprojekten. Jährlich wird er von etwa 45.000 Besuchern aufgesucht.

## Geschichte
Der Vogelpark wurde 1966 von einem Verein gegründet. 2002 wurde er in eine gemeinnützige GmbH überführt und eine wissenschaftliche Leitung eingerichtet. Zum 1. Januar 2017 benannte sich der Vogelpark in Tierpark um. Der Tierpark ist Mitglied im Deutschen Wildegehegeverband und der Deutschen Tierparkgesellschaft. Er beschäftigt gelernte Zootierpfleger und bildet inzwischen selbst aus. Das Gelände wurde auf 2,45 ha (vorher 0,95 ha) erweitert und wird sukzessive ausgebaut. 2023 wurden neue Kakaduvolieren errichtet, 2024 bekamen die Aras neue Freiflugvolieren und ein Spielplatz für die Unterdreijährigen wurde gebaut.

## Tierbestand

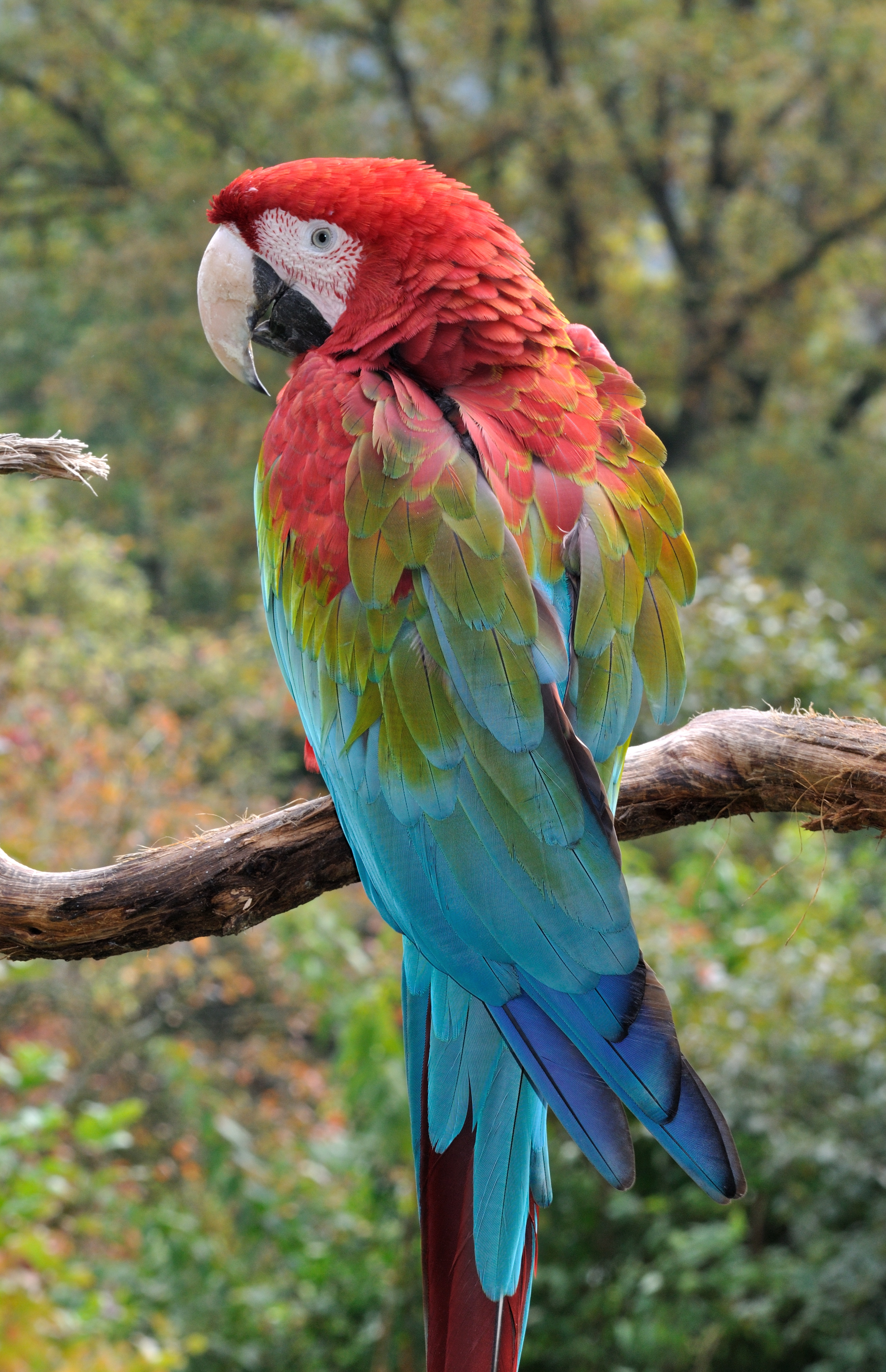
Grünflügelara (Ara chloropterus)

Im Tierpark Herborn finden sich als Attraktionen z. B. Erdmännchen, Muntjaks, Kängurus und Lisztaffen sowie ein Vivarium mit Pythonschlange, Rüsselspringer, Feuersalamander, Stabschrecke und Gelbbauchunke. Ein Freilandterrarium mit Würfelnatter und Vipernnatter sowie ein Sumpfschildkrötenteich und ein Meerschweinchengehege ergänzen den Tierbestand.
Darüber hinaus werden etwa 60 Vogelarten gehalten, darunter auch einige hochgefährdete Arten wie der Balistar oder der Große Soldatenara. Der Bestand umfasst im Weiteren Rote Ibisse, asiatische Beos, Satyrtragopane, verschiedene Kakaduarten und viele andere Exoten, aber auch Rosaflamingos, Uhus, Bartkäuze und Schneeeulen. Die Tiere werden in teilweise begehbaren Volieren und Freianlagen gehalten.
Neben dem umfangreichen Tierbestand sind auch Naturzusammenhänge veranschaulicht. Der Tierpark Herborn betrieb früher ein Auswilderungsprojekt für Weißstörche.

## Attraktionen

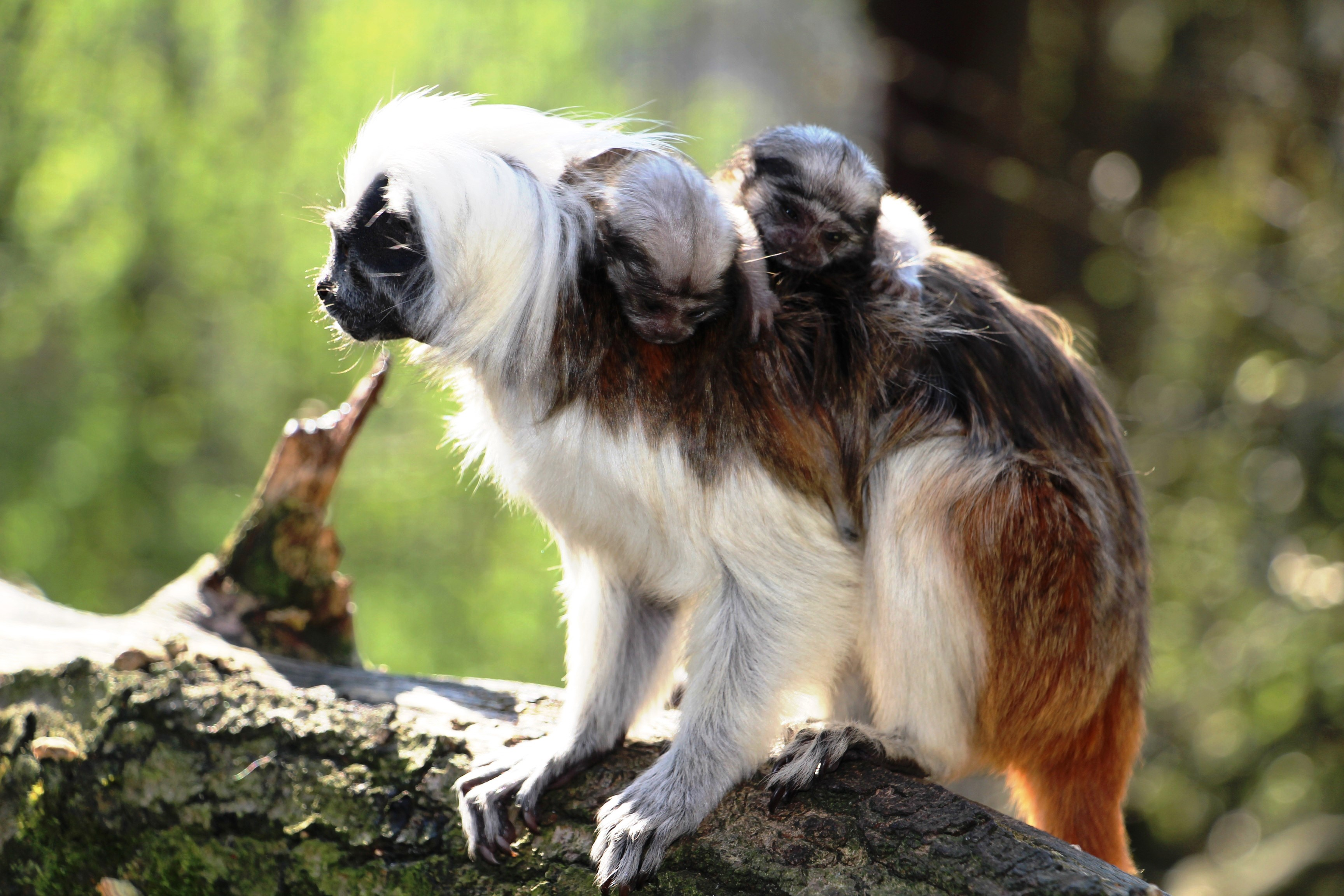
Lisztaffe (Saguinus oedipus) mit Jungtieren

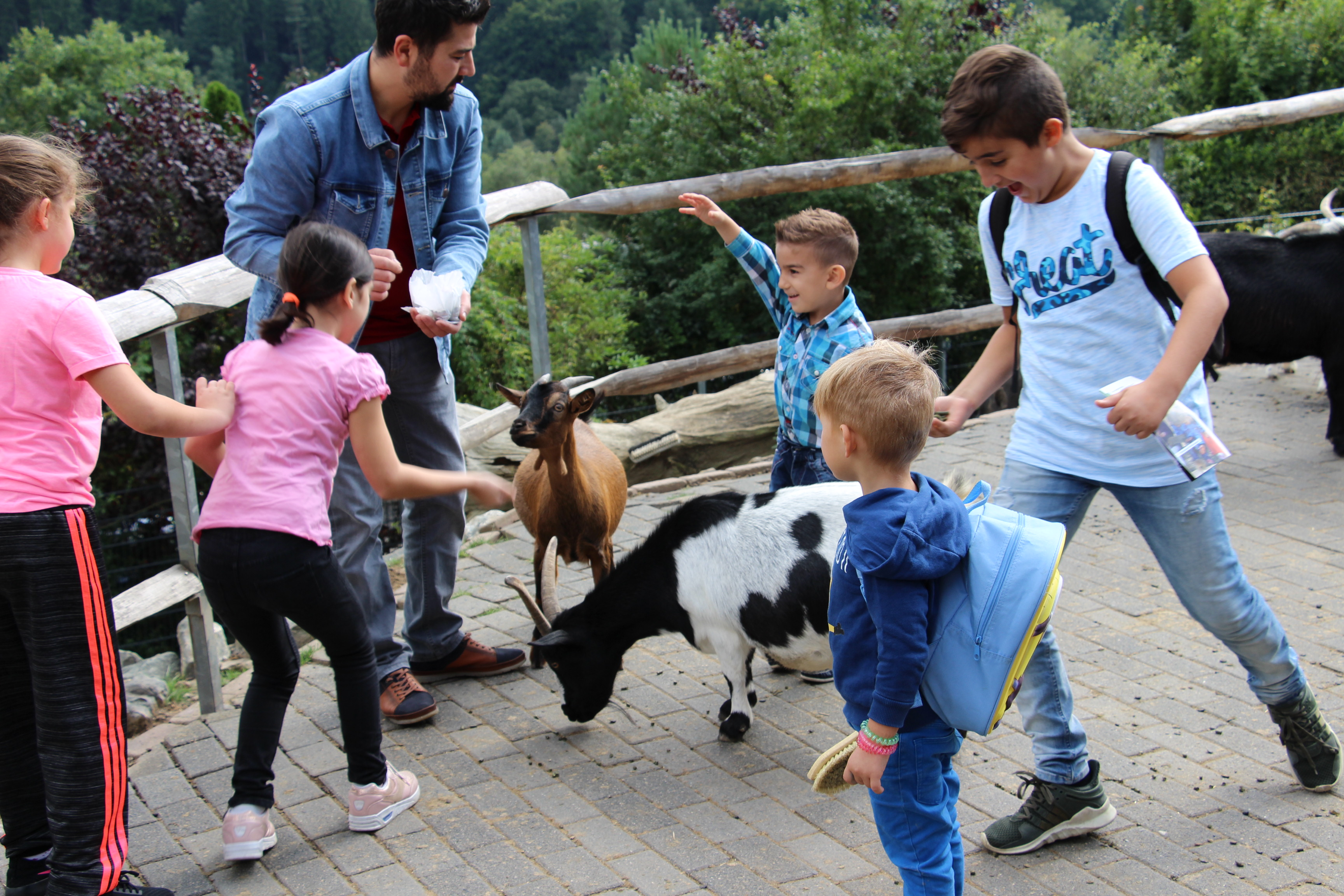
Streichelgehege mit Ziegen und Schweinen

Es finden kommentierte Fütterungen bei den Lisztaffen, den Papageien und Erdmännchen statt. Bei Kindergeburtstagsführungen dürfen u. a. die Erdmännchen gefüttert werden.